# Myzomèle de Wetar
Myzomela kuehni
Espèce
Statut de conservation UICN

 LC  : Préoccupation mineure
Le Myzomèle de Wetar (Myzomela kuehni) est une espèce de passereau de la famille des Meliphagidae.

## Répartition
Il est endémique en Indonésie.

## Habitat
Il habite les forêts humides tropicales et subtropicales en plaines, les broussailles humides et les jardins.
Il est menacé par la perte de son habitat.